# Свети Димитър (Боймица)
Вижте пояснителната страница за други значения на Свети Димитър.
„Свети Димитър“ (на гръцки: Άγιος Δημήτριος) е православна църква в градчето Боймица (Аксиуполи), Гърция, част от Гумендженската, Боймишка и Ругуновска епархия.

## История
В 1843 година османските власти позволяват на боймичани да построят църква в селото и веднага започва изграждането на храма „Свети Димитър“, завършен в 1859 година.

## Архитектура
Сградата има общите характеристики на църквите от региона на Македония в XIX век и принадлежи към вида на трикорабните базилики. След заселването на гърците бежанци в Боймица в 1922 година е разширена на запад. Вътрешните ѝ размери са 24,40 х 9,65 m. Девет чифта колони разделят църквата на три кораба, като последната двойка е зад иконостаса. След удължаването на църквата на запад, трем остава само на юг. Нишите на диаконикона и протезиса се вписват в дебелината на източната стена, а нишата на олтара е полукръгла и отвътре и отвън. Храмът има три входа, два на юг и един на запад. Само южният е оригинален и в нишата над него има част от фреска на светеца покровител. Зидарията е от речни камъни, като ъглите са от дялани правоъгълни каменни блокове.

## Вътрешност
От особен интерес е вътрешността на църквата. Тя е изписана между 1860 и 1862 година от известния зограф Маргаритис Ламбу от Кулакия. Таваните имат ярки цветове и геометрични форми. Фронтовете на аркадите имат наивни стенописи със сцени от живота на Христос. Владишкият трон и амвонът са резбовани и изписани с ярки цветове Южно от църквата има кула камбанария. В храма има икони на Авраам Папандреу (1852) и Дамянос Георгиу (1869, 1871, 1873), на кулакийския зограф Николаос Константину и на Димитър Вангелов от Петрово.
В 1981 година църквата е обявена за паметник на културата под надзора на Девета ефория за византийски старини към Министерството на културата.